# Metazygia voxanta
Metazygia voxanta är en spindelart som beskrevs av Levi 1995. Metazygia voxanta ingår i släktet Metazygia och familjen hjulspindlar. Inga underarter finns listade i Catalogue of Life.